# Coluccio Salutati
Lino Coluccio Salutati (Stignano, 16 febbraio 1332 – Firenze, 4 maggio 1406) è stato un politico, letterato e filosofo italiano, Cancelliere di Firenze dal 1375 al 1406. Figura culturale di riferimento dell'umanesimo a Firenze, in qualità di discepolo del Boccaccio e precettore di Poggio Bracciolini e Leonardo Bruni.
Considerato uno dei più importanti uomini di governo tra la fine del XIV e gli inizi del XV secolo, Coluccio Salutati, nei suoi trent'anni di cancelliere della Repubblica di Firenze, svolse un importantissimo ruolo diplomatico nel frenare le ambizioni del duca di Milano Gian Galeazzo Visconti, intenzionato a creare uno Stato comprendente l'Italia centro-settentrionale. Nel contesto di questa lotta elaborò la sua dottrina della libertas fiorentina. Oltre all'impegno politico, il Salutati svolse un importante ruolo nella diffusione dell'umanesimo petrarchesco e boccacciano, divenendone l'esponente più importante e il praeceptor della prima generazione degli umanisti. Il suo lascito più importante presso i posteri fu la codificazione "civile" dell'umanesimo, cioè l'uso dello spirito e dei valori dell'antichità classica all'interno dell'agone politico internazionale. Grazie a Salutati (autore tra l'altro di un vastissimo epistolario e di trattati politici, filosofici e letterari), difatti, il mito della florentina libertas, cioè di quel complesso di valori ispirati alla libertà promosso dall'ordinamento politico fiorentino, si rafforzò enormemente sotto il suo cancellierato, e fu utilizzato quale strumento diplomatico per accrescere il prestigio di Firenze presso gli altri Stati della Penisola.

## Biografia

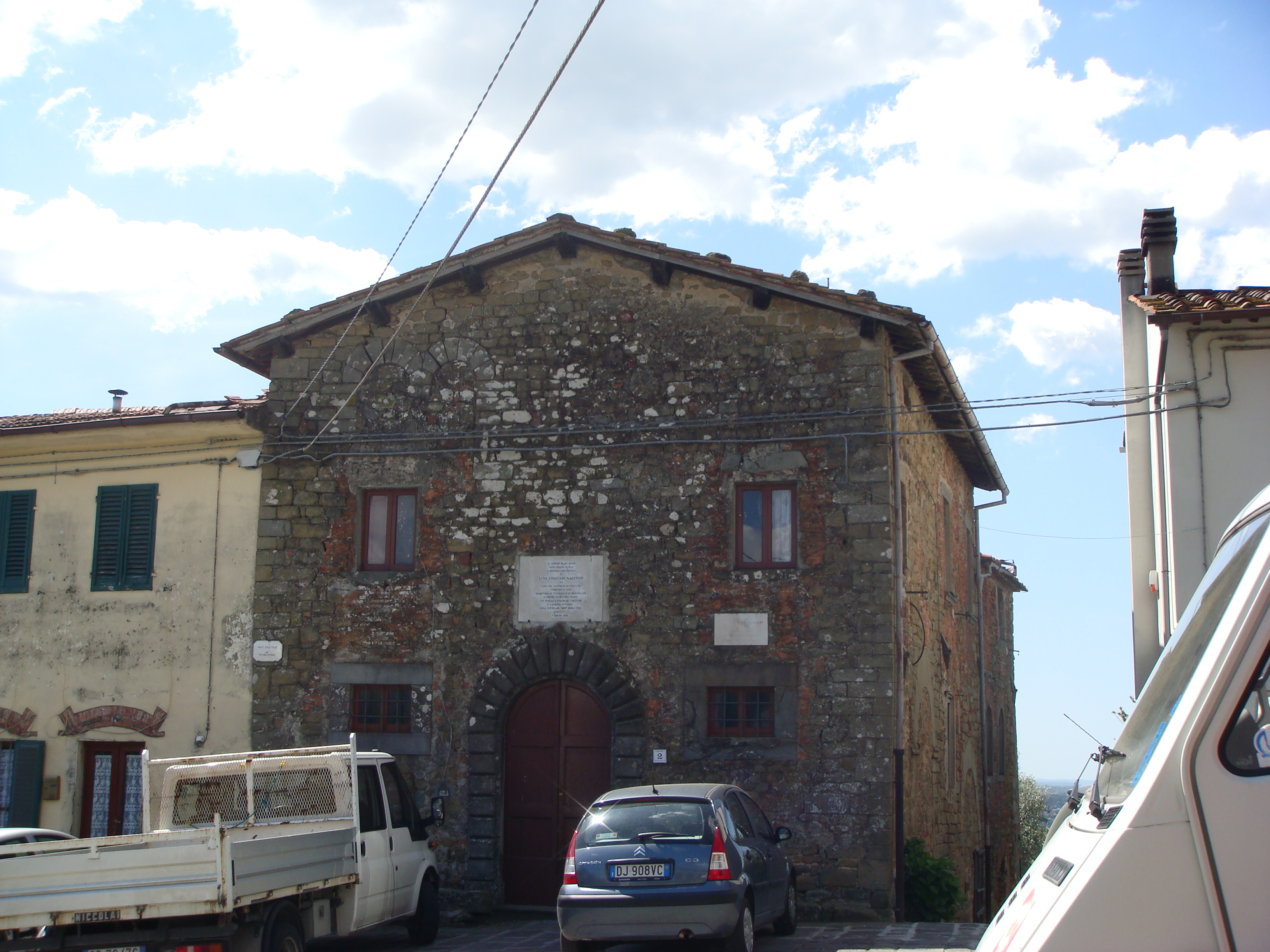
La casa natale di Coluccio Salutati a Stignano, frazione di Buggiano

### Origini e formazione giuridica
Nato a Stignano in Valdinievole (oggi frazione di Buggiano, in provincia di Pistoia), Lino Coluccio Salutati fu costretto, a pochi mesi dalla nascita, ad abbandonare il luogo natìo per raggiungere il padre Piero (detto dal Villani «di buoni costumi e di prudenzia laudabile») a Bologna, ove il genitore serviva il signore della città Taddeo Pepoli, che a sua volta garantiva protezione alla famiglia Salutati. Nella città felsinea Coluccio compì, per volontà paterna (ma più probabilmente del Pepoli che, morto Piero Salutati nel 1341, aveva preso sotto la sua protezione la famiglia e il giovane Coluccio in particolare), studi giuridici, benché fosse maggiormente interessato alle discipline letterarie, e seguì le lezioni di logica e di grammatica di Pietro da Moglio.
Nel 1350 Coluccio, ormai diciannovenne, lascia Bologna a causa anche della caduta dei Pepoli e ritorna a Stignano, dove un rogito testimonia la sua presenza nel 1353. Gli anni successivi all'allontanamento da Bologna (1351-1367) videro Salutati esercitare il mestiere di notaio in vari centri toscani (specialmente in Valdinievole), coltivando, come si vedrà nella sezione dedicata alla passione umanistica, lo studio dei classici, come dimostra la lettera a Luigi Gianfigliazzi del 1362, colto politico fiorentino col quale Coluccio discute su Valerio Massimo e altri autori antichi.

### Cancelliere di Firenze

#### Premesse
Nel frattempo, la carriera amministrativa del Salutati lo spinse a intraprendere anche la carriera politica: cancelliere del Comune di Todi prima (1367), della Repubblica di Lucca poi (1372), e infine, dopo essere giunto nel 1374 a Firenze e avervi esercitato per breve periodo l'incarico di scriba omnium scrutinorum, Cancelliere di quella città proclamato il dì 19 aprile 1375. Coluccio tenne, pertanto, nelle sue mani la carica più importante della diplomazia della Repubblica fiorentina dal 1375 fino alla morte, divenendo un personaggio di spicco della politica italiana di fine Trecento. Demetrio Marzi, importante studioso di Coluccio per la sua attività istituzionale, sottolinea che, nei trentun anni in cui tenne ininterrottamente la sua carica:

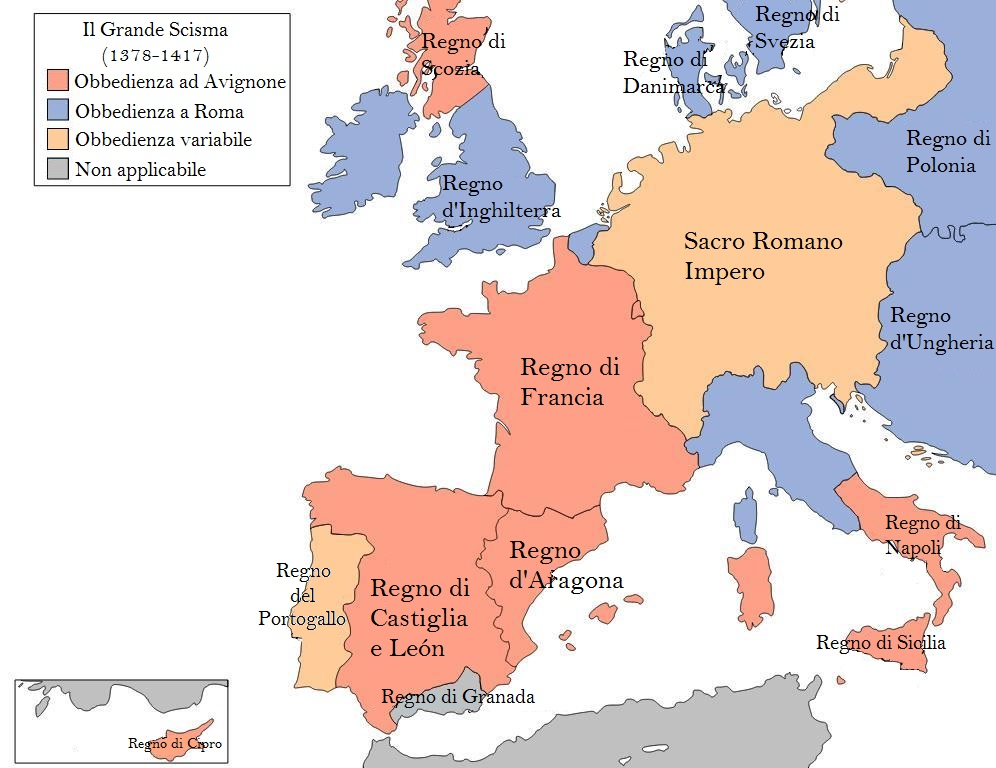
L'Europa occidentale al principio dello Scisma d'Occidente. La frattura in seno alla Chiesa cattolica spinse il papa "romano" Urbano VI a firmare la pace coi fiorentini

(Marzi, p. 134)

#### La guerra degli Otto Santi (1375-1378)
Nel 1375, le relazioni tra Santa Sede (all'epoca ad Avignone) e la Repubblica fiorentina degenerarono rapidamente a causa della volontà di papa Gregorio XI (1370-1378) di ritornare a Roma e ripristinarvi l'autorità della Chiesa. La paura che si formasse, nel Centro Italia, un forte Stato ecclesiastico allarmò sia Firenze (intimorita di essere inglobata nel nuovo Stato) sia le città dello Stato Pontificio, che a causa della lontananza del Papato avevano acquisito una grande forza e indipendenza. La guerra, durata tre anni, finì frettolosamente a causa della scissione interna alla Chiesa stessa tra cardinali francesi e italiani, fatto che portò alla nascita del gravoso Scisma d'Occidente (1378-1417). Il nuovo papa, l'italiano Urbano VI (1378-1389), assolse Firenze dalla scomunica per avere alleati contro l'antipapa Clemente VII.
Tra gli scomunicati c'era anche Coluccio Salutati, in quanto figura chiave della politica dell'epoca. «Coluccium Pieri de Florentia, excellentissimum cancellarium comuni Florentie» ricevette l'assoluzione da parte del Papa tramite i legati Simone Pagani, vescovo di Volterra, e Francesco d'Orvieto, frate appartenente all'ordine degli Eremitani, il 26 ottobre del 1378.

#### Dal tumulto dei Ciompi alla restaurazione oligarchica (1378-1382)
Firenze, mentre stava stipulando la pace con papa Urbano VI, fu sconvolta dalla rivolta del popolo minuto che, già soggiogato e perseguitato dalla prepotenza politico-economica del popolo grasso, fu sobillato dagli operai salariati (i ciompi) a rivoltarsi. Nell'estate del 1378 si ebbero i primi scontri e i ciompi, risultati vincitori, imposero Michele di Lando quale Gonfaloniere di Giustizia e riformatore della Signoria in senso democratico. L'animosità degli sconfitti si fece sentire molto presto: dopo aver chiuso gli opifici riducendo alla fame gli operai, la grande borghesia e l'aristocrazia riuscirono a trarre dalla loro parte Michele di Lando che, dopo aver disperso i capi dei ciompi, si dimise dalla carica di gonfaloniere ridando il potere ai magnati, tra i quali primeggiarono gli Albizi, che instaureranno un regime oligarchico durato fino alla venuta di Cosimo de' Medici nel 1434.
Dall'epistolario di Coluccio, sappiamo che egli informò Domenico Bandini di Arezzo dei tumulti avvenuti in città, stimando gli uomini assurti al potere quali degni e pieni di considerazione. L'atteggiamento emerso in quest'epistola, datata al mese d'agosto, si rivelerà contrario a quanto Coluccio in realtà pensasse del nuovo governo. Marco Cirillo ci descrive lo stato d'animo del Cancelliere e la sua scelta di rimanere in tale carica nonostante l'avversione per i Ciompi:

Massima estensione dei domini viscontei alla morte del duca Gian Galeazzo nel 1402

(Cirillo)

#### La guerra contro Gian Galeazzo Visconti (1385-1402)
Coluccio ebbe un ruolo decisamente più attivo e importante nell'animare Firenze perché si difendesse dalle ambizioni di conquista di Gian Galeazzo Visconti (1385-1402), duca di Milano, desideroso di sottomettere l'intera Penisola al suo controllo schiacciando le resistenze delle Signorie dell'Italia settentrionale (1385-1390). Dopo il 1390, Galeazzo spostò infatti le sue attenzioni sulla Repubblica di Firenze, e Coluccio giocò un ruolo importante in questa situazione spronando il popolo fiorentino a difendere la sua tradizionale libertà (la florentina libertas) e rispondendo egli stesso dalle accuse dei nemici attraverso l'opera Invectiva in Antonium Loscum (1403-4). La situazione per i fiorentini, all'inizio del conflitto, era alquanto drammatica, in quanto si ritrovarono praticamente circondati dai domini di Gian Galeazzo e solo l'ausilio di bande mercenarie, guidate da Giovanni Acuto, riuscirono a frenare i piani di dominio del Visconti. La guerra, che riprese dopo una momentanea tregua a partire dal 1396, vide la formazione di una vasta coalizione antiviscontea di cui fecero parte tutti gli Stati italiani del Centro-nord, tenuti assieme dalla politica estera fiorentina e da quella veneziana. Nonostante gli alleati fossero stati gravemente surclassati dalle forze milanesi, i fiorentini riuscirono a salvare la loro indipendenza resistendo a dodici anni di guerra, cioè fino alla morte improvvisa di Gian Galeazzo nel 1402 a causa della peste, lasciando Firenze in una posizione di potenza nell'Italia centro-settentrionale.

#### Gli ultimi anni e la morte
Coluccio trascorse gli ultimi anni della sua vita terrena celebrato sia per la sua posizione di guida dell'umanesimo, sia per l'abilità politica dimostrata contro il Visconti, ma anche in grandi amarezze a causa dei lutti (morte della seconda moglie il 28 febbraio 1396 e la morte di alcuni dei suoi figli in occasione della pestilenza del 1400). Quando poi morì, la sera del martedì 4 maggio 1406, la Signoria, il giorno successivo, gli fece celebrare funerali solenni in Santa Maria del Fiore, ponendo sulla sua bara una ghirlanda d'alloro per le sue virtù poetiche. I suoi discepoli Leonardo Bruni suo successore, Poggio Bracciolini, futuro cancelliere e Pier Paolo Vergerio lo piansero amaramente, ricordandolo come un padre e come il più grande decoro di Firenze.

## Coluccio umanista

### La guida dell'umanesimo italiano
(Dionisotti)

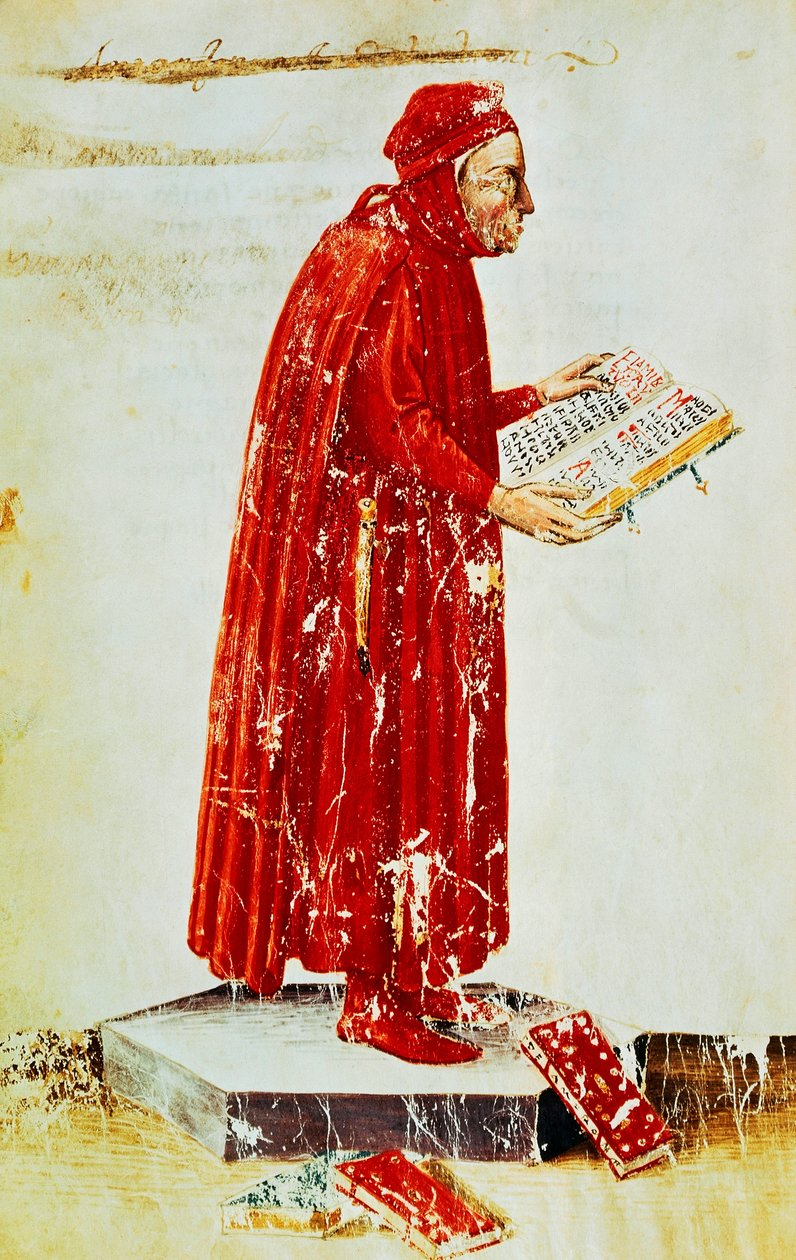
Miniatura che ritrae Coluccio Salutati, proveniente da un codice della Biblioteca Laurenziana a Firenze

Alla morte del Boccaccio (1375), Coluccio Salutati, sia per ragioni anagrafiche (era di una generazione sita tra quella di Petrarca e Boccaccio e la successiva degli umanisti del XV secolo), sia per la propria grandezza letteraria e filosofica, fu il principale esponente dell'umanesimo italiano, come ricordano infatti Carlo Dionisotti e altri studiosi, quel «trait d'union tra la generazione che aveva vissuto in prima linea il rinnovamento petrarchesco e quella dei nuovi umanisti già pienamente quattrocenteschi». Il Salutati ebbe, sia per il ruolo istituzionale sia per quello culturale, rapporti anche con i Paesi europei: tenne corrispondenza con un colto cortigiano di Carlo VI di Francia, Jean de Montreuil, e con l'arcivescovo di Canterbury Thomas Arundel, conosciuto mentre il presule inglese si trovava a Firenze. Fecondo scrittore, apologeta "diplomatico" della classicità contro gli attacchi degli aristotelici e di alcuni ecclesiastici ostili all'antropologia umanista, Coluccio alternerà il suo magistero culturale con quello politico, difendendo la libertà repubblicana di Firenze adottando lo stile e il genere degli antichi trattatisti.

#### La formazione umanistica
Nonostante Lino avesse preso definitivamente l'attività notarile, come testimonia il suo primo rogito effettuato nella nativa Stignano (1353), l'amore per la cultura e la letteratura non venne meno. Anzi, a partire dalla fine degli anni sessanta, Coluccio divenne il segretario di Francesco Bruni, amico a sua volta di Francesco Petrarca: iniziò, come esposto dalla Senile XI, 4 (datata 4 ottobre 1368), un rapporto epistolare a distanza, che permise al Salutati di avvicinarsi alle proposte umanistiche del poeta aretino. Nel periodo che intercorse tra questa prima epistola e la morte del Petrarca, Coluccio entrò sempre più nella mentalità classicista del maestro, grazie anche ai contatti che egli ebbe con l'altro grande umanista e allievo del Petrarca stesso, Giovanni Boccaccio, quest'ultimo animatore del circolo di Santo Spirito a Firenze.

#### Tra Santo Spirito e la sua casa. L'educazione dei giovani umanisti
Seguendo la scia del maestro Boccaccio, sinceramente pianto dal Salutati al momento del trapasso, il Cancelliere della Repubblica continuò il suo magistero a Santo Spirito, tenendovi lezioni cui partecipavano umanisti non solo fiorentini (si ricordano, tra i più importanti, Niccolò Niccoli, Leonardo Bruni e Poggio Bracciolini), ma anche di altre regioni italiane (quali il vicentino Antonio Loschi e il già ricordato Pier Paolo Vergerio). Nel convento degli agostiniani Salutati, aiutato nel suo magistero culturale dal coltissimo frate Luigi Marsili, non si fece soltanto portavoce degli ideali dell'umanesimo classicista petrarchesco, ma continuò a tenere in alta considerazione Dante Alighieri, deprecato da una cerchia dei giovani umanisti in quanto scrittore volgare e pessimo latinista.

#### La fondazione della cattedra di greco a Firenze (1397)
Oltre al suo compito di formazione dei giovani umanisti che andranno a diffondere il nuovo sapere presso gli altri centri culturali italiani, Salutati ebbe il merito non solo di affidare le cattedre tradizionali dello Studium fiorentino a umanisti discepoli di Petrarca (quali Giovanni Malpaghini), ma soprattutto quello di far rifiorire in Italia il greco classico. Grazie all'incontro avvenuto a Venezia tra i giovani umanisti Roberto de' Rossi e Giacomo Angeli da Scarperia e i due colti bizantini Manuele Crisolora e Demetrio Cidone, il Salutati iniziò, usufruendo dei poteri di Cancelliere, a intessere rapporti con Crisolora per invitarlo ufficialmente a Firenze quale docente di greco classico nello Studium. Questi, giunto nell'Europa occidentale per conto dell'imperatore Manuele II Paleologo per cercare alleanze contro i turchi ottomani, cercò di instaurare rapporti di amicizia con gli Stati che visitava trasmettendo la conoscenza del greco classico ai nascenti circoli umanistici, edotti di latino ma non della lingua di Omero. Pertanto Crisolora accettò l'offerta del Salutati, rimanendo nella città toscana dal 1397 al 1400 e lasciando in eredità ai suoi discepoli (e amici) fiorentini gli Erotematà, compendi linguistici di greco classico caratterizzati da una sinossi con la grammatica latina.

#### Il pensiero

##### La proposta etica e cristiana del Salutati

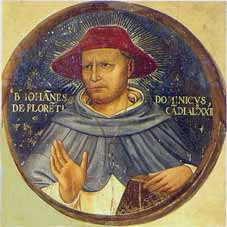
Beato Angelico, Giovanni Dominici, medaglione facente parte del ciclo La crocifissione e i santi, situato nel Convento di San Marco, a Firenze

L'umanesimo incontrò, durante la sua diffusione, il sospetto e l'ostilità di alcuni ambienti religiosi a causa della libertà e responsabilità etica del singolo uomo che Coluccio andava insegnando, e del suo progetto di conciliare la natura della cultura classica con quella cristiana. I principali antagonisti dell'umanesimo fiorentino, il camaldolese Giovanni da San Miniato e il domenicano Giovanni Dominici (quest'ultimo poi cardinale), intendevano sostanzialmente mantenere l'istruzione e la morale rigidamente nelle mani della gerarchia, rifiutando la ventilata autonomia spirituale dei pagani e riaffermando la loro interpretazione allegorica.

##### Lehumanae litteraenon sono antitetiche aglistudia divinitatis
Coluccio, davanti a questi attacchi, sostenne la necessità, anche da parte dei laici, di avere coscienza di ciò che dicono e professano nella vita attiva, ribadendo il valore positivo di questo modello di vita e combattendo il vuoto nominalismo tomista che la cultura ecclesiastica ufficiale difendeva strenuamente, quest'ultimo visto come nocivo perché, avendo ormai intriso la stessa Bibbia di sillogismi filosofici, allontanava dalla Verità gli uomini:
(Garin, p. 39)

##### La poesiavehiculum ad Deum
La disputa sulla verità teologica della poesia, genere privilegiato nella conoscenza di Dio, è quello che impegnerà maggiormente Salutati. Seguendo il tracciato delle Genealogie deorum gentilium del maestro Boccaccio, Coluccio Salutati risponde alle accuse dell'immoralità della poesia a Giovanni di San Miniato, in una lettera del 21 settembre del 1401, affermando non solo che ogni verità proviene da Dio stesso, ma anche che Dio ha usufruito della poesia attraverso i salmisti, Giobbe e Geremia: per cui la poesia è il genere letterario più vicino a Dio. Tale tesi verrà poi ulteriormente rinforzata nell'incompiuto De laboribus Herculis, in cui si arriverà a sostenere una vera e propria poesia teologica, per cui anche gli antichi poeti pagani, con le loro opere, si avvicinavano a Dio.

#### L'attività filologico-paleografica

##### La Biblioteca del Salutati

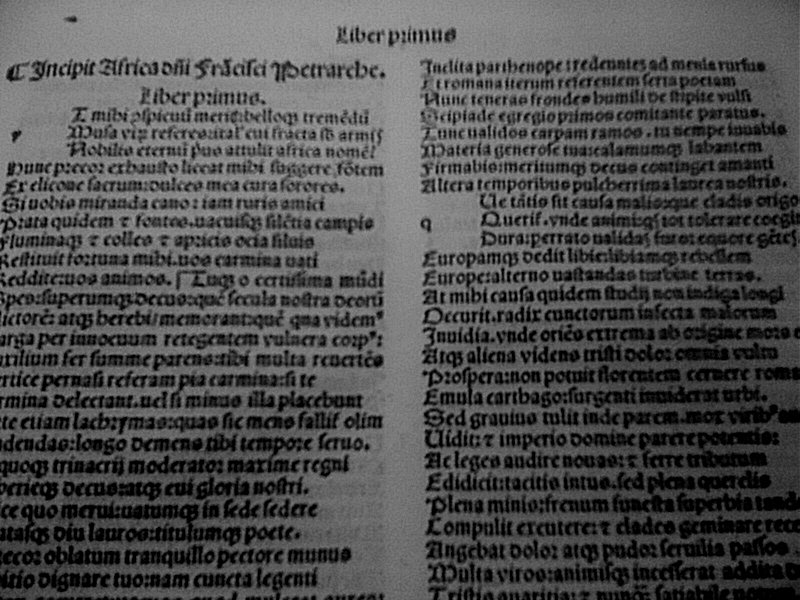
Un'edizione a stampa veneziana dell'Affrica del 1501. Il poema epico del Petrarca, per la sua incompletezza e il latino ancora un po' rozzo, suscitò delusione nei simpatizzanti dell'umanesimo

Salutati formò, impiegando gran parte delle sue retribuzioni, una biblioteca di più di 100 volumi, collezione molto grande per l'epoca e simbolo del suo fervore culturale. Coluccio possedette un manoscritto delle tragedie di Seneca ricopiato ottimamente di suo pugno con l'aggiunta dell'Ecerinide del preumanista padovano Albertino Mussato, ma anche esemplari di autori poco conosciuti nel Medioevo quali Tibullo e Catullo, e una rarissima copia d'età carolingia delle Ad familiares di Cicerone, scoperta dall'amico e cancelliere milanese Pasquino Capelli a Vercelli. A questa scoperta in terra di Lombardia, si aggiunse negli anni seguenti anche le Epistole ad Atticum, rendendo il Salutati «il primo dopo secoli a possedere entrambe le raccolte di lettere [di Cicerone]». Remigio Sabbadini riporta che, nella sua biblioteca, Coluccio «fu il primo a possedere il De agricultura di Catone, il Centimeter di Servio, il commento di Pompeo Mauro all'Ars maior di Donato, le Elegie di Massimiano e le Differentiae pseudociceroniane», mentre Francesco Tateo continua elencando «i Dialoghi di Gregorio Magno e l'esame dei vari manoscritti di Cicerone, di Lattanzio, di Agostino, di Seneca, di Ovidio [e] di Stazio» in suo possesso.
Nonostante questa passione da bibliofilo, che rese la biblioteca del Salutati la più significativa dopo quella del Petrarca agli albori del XV secolo, Coluccio non sfoggiò mai eccellenti doti filologiche, al contrario del Petrarca stesso o del suo discepolo Leonardo Bruni.

##### La questione dell'Africa
Coluccio cercherà, inoltre, di avere da parte di Lombardo della Seta, fedele discepolo del Petrarca, una copia dell'Africa perché fosse poi pubblicata. Gli sforzi di Salutati e dei primi umanisti risultarono sempre più insistenti nel corso degli anni settanta: Lombardo aveva timore a pubblicare un'opera «rimasta in un testo incompiuto ed incerto», rischiando così di oscurare la gloria del Petrarca. Quando poi, al principio del 1377, giunge a Firenze il sospirato poema epico dell'Aretino, «...il Salutati è afflitto dalle sospensioni, dalle lacune e certamente anche dalla pesantezza d'ala del poema tanto vantato e sognato». La delusione, trasmessa in una lettera a Francescuolo da Brossano, spinse il Salutati a non farsi più editore e commentatore dell'opera.

##### L'inizio della scrittura umanistica
Coluccio intervenne anche nel campo della paleografia. Nel vivo studio dei classici, Coluccio fece un'introduzione fondamentale: dopo aver adottato, per gran parte della sua vita, «una scrittura cancelleresca e una libraria 'semigotica'», a partire dal 1400 lesse e trascrisse un codice delle Lettere di Plinio il Giovane contenente nessi e legature che si erano persi nel corso del Medioevo: «l'uso di -s diritta in fine di parola, i nessi e le legature ae, ę e &, di cui si era persa memoria. Con questo esperimento inizia la storia della scrittura umanistica».

## Opere

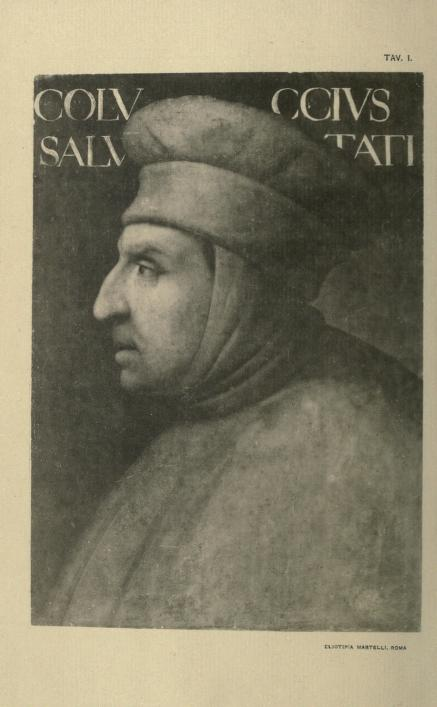
Cristofano Allori dell'Altissimo, Ritratto di Coluccio Salutati, 1587, dipinto a olio, Galleria degli Uffizi, Firenze

### Epistolario
(Epistolario, 1, X, a Ser Andrea di Conte, p. 28)

#### Premessa
Composto da 344 lettere, l'epistolario di Coluccio, «documento fondamentale di questa lunga ed efficace opera di rinnovamento» culturale, tratta dei temi più disparati. Organicamente, la raccolta si divide in due filoni: le lettere private, indirizzate ad amici e conoscenti, e quelle pubbliche, scritte a nome della Repubblica di Firenze. Stilisticamente, l'epistolario di Coluccio spicca per l'uso di uno stile che si allontana da quello delle lettere medioevali, fitte della retorica della ars dictandi, per lasciare il posto a una serenità cordiale e stoica che si richiamava alle Familiares di Cicerone e al repertorio lessicale degli altri autori classici, determinando così quello che è stato definito «latino misto».

#### Epistolario privato
Nella prima categoria, le lettere scritte a nome dell'umanista Coluccio mettono in mostra le tendenze socio-culturali del primo umanesimo italiano. Da un lato, la percezione del divario cronologico tra i contemporanei e gli antichi, eredità diretta della sensibilità petrarchesca; dall'altro, l'esposizione in più punti del suo pensiero, dalla rivendicazione del valore della vita attiva contro i monaci e quegli ecclesiastici che sottolineavano invece l'eccellenza della vita claustrale al valore della poesia. Immancabile è la tematica politica, esposta nella lunga lettera a Carlo di Durazzo e ritenuta essere il sunto del pensiero politico del primo umanesimo.

#### Epistolario pubblico
Queste lettere, scritte in qualità di cancelliere della Repubblica, sono di carattere puramente politico, in quanto rivolte a contrastare l'azione egemonica di Gian Galeazzo Visconti. Riprendendo i modelli dei classici latini (Seneca, Sallustio, Cicerone), Coluccio additava Gian Galeazzo quale tiranno in contrasto con la florentina libertas. Il tono di queste lettere doveva essere così grave e tagliente che, secondo la tradizione, il duca di Milano rispondeva che un'epistola del Salutati era più deleteria di una sconfitta militare di Milano in campo aperto. Dal punto di vista più tecnico, come fa notare Marco Cirillo:
(Cirillo)

### Trattati

#### Politici

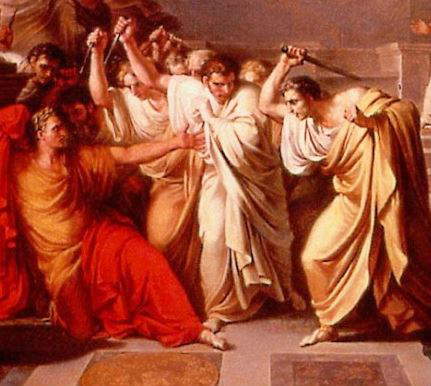
Vincenzo Camuccini, Morte di Giulio Cesare, particolare, olio su tela, 1798, Museo nazionale di Capodimonte, Napoli

##### De Tyranno(1400)
Epistola-trattato inviata a Francesco Zabarella, filosofo padovano, il De Tyranno (basato sull'omonimo trattato di Bartolo da Sassoferrato e sul Polycraticus di Giovanni di Salisbury) riflette sulla nascita della tirannide e sulla liceità dell'assassinio del tiranno stesso. Indotto a fare questa riflessione su spunto del giovane Antonio dell'Aquila, studente padovano che aveva chiesto al Salutati la liceità dell'assassinio di Giulio Cesare, e dalla volontà di difendere la scelta dantesca di porre Bruto e Cassio nelle fauci di Lucifero, Coluccio ammette la liceità di un tale gesto nei confronti di un despota, ma negandola però al generale romano, in quanto «fu un benemerito capo di stato, che fu tradito dagli stessi uomini che erano stati da lui beneficiati».

##### Invectiva ad Antonium Luschum(1403-1404)
Scritta contro un suo ex discepolo, Antonio Loschi, cancelliere dell'ormai defunto Gian Galeazzo (morto nel 1402) e autore di una perduta Invectiva in florentinos, ha un tono più concreto rispetto al teorico De Tyranno. Nell'Invectiva Coluccio mostra la partigianeria repubblicana sostenitrice della florentina libertas, emula dell'Atene di Pericle fautrice della concordia partium tra lei e i suoi alleati. Salutati ricorda al Loschi come Firenze sia nel giusto perché è sottoposta alle leggi, che non possono essere violate, mentre a Milano il diritto è strumento arbitrario nelle mani di un vero e proprio tiranno, che sta al di sopra delle leggi.

#### Gli scritti filosofico-teologici

##### De seculo et religione(1381-1382)
Scritta all'amico Niccolò di Lapo da Uzano (che prese poi il nome di Girolamo appena entrato nell'ordine dei camaldolesi) si articola in due libri ed è datata 1381, in quanto Coluccio inviò a Fra' Gerolamo da Uzzano una lettera d'accompagnamento insieme al testo da lui realizzato. L'opera tratta di una esortazione assai fervida alla vita claustrale, ma rivendica anche la validità della vita quale laico, in quanto strada «valida nell'ambito gerarchico delle occupazioni umane, a cui egli rimane ancora legato». L'opera del Salutati, esaltante la vita ritirata prendendo spunto anche da Cicerone, Livio, Macrobio e Omero, tratta anche della condanna morale di cui è afflitta la Chiesa, dai papi fino ai predicatori.

##### De fato et fortuna(1396-1397)

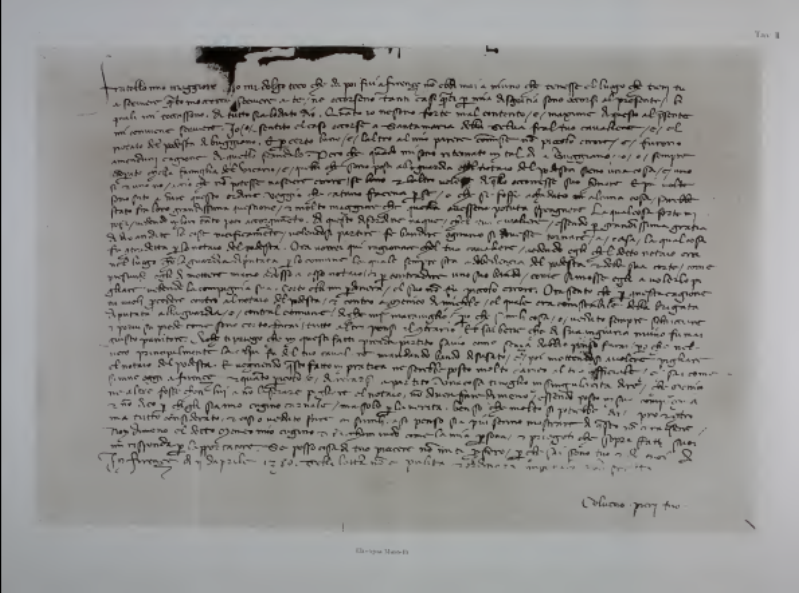
Facsimile del codice Laurenziano Pl. CX sup. 41, Biblioteca Medicea Laurenziana, Firenze, riportante una lettera del Salutati

Diviso in cinque libri, il trattato espone l'argomento del libero arbitrio e del rapporto che esiste tra quest'ultimo e gli avvenimenti che possono ostacolarne i progetti. La tematica, assai complessa ed erede di una lunga tradizione teologico-filosofica (i modelli sono Alberto Magno, Tommaso d'Aquino e il De bona fortuna di Aristotele), si sviluppa nel tentativo di dimostrare come l'esistenza umana si inquadri in una "causa prima" (Dio), la quale opera in comunione, talvolta incontrandosi, talvolta scontrandosi, con la volontà dell'uomo.

##### De Nobilitate legum et medicine(1399)
Trattato che cerca di proporre una gerarchia dei saperi, proponendo la legge come valore supremo sulla medicina, intesa come sapere tecnico-scientifico: come l'anima è superiore al corpo, così le leggi (che si rifanno al campo spirituale) sono superiori alla medicina, che fa parte della meccanica. Le leggi, infatti, regolano la vita sociale, determinano il convivere civile, stabiliscono l'ordine e devono essere ottime perché possano produrre uomini migliori. Coluccio continua affermando che le leggi, dal momento che appartengono alla sfera spirituale e quindi celeste, sono legate direttamente a Dio: gli uomini, perciò, possono collaborare con Dio nella costruzione perfetta della società grazie al fatto che esse sono ispirate dalla divinità medesima.

#### De Laboribus Herculis(1383 e 1391)
Opera di grande impegno intellettuale, Coluccio lavorò per più di vent'anni su questo vasto saggio di poesia, com'è testimoniato dalla versione del 1383 e da quella del 1391. Quest'ultima, divisa in quattro libri e lasciata incompiuta, intende continuare il progetto culturale di Boccaccio delle Genealogie, vale a dire una difesa della poesia a livello universale basata sulle vicende terrene dell'eroe mitologico Ercole, reinterpretate in senso allegorico e indirizzate verso la via della virtù (Salutati si basò su Ercole anche per la radice etimologica del nome greco, risalente a ερος κλερος (heros cleros), cioè uomo forte e glorioso). Per Coluccio, come aveva già scritto a Giovanni di San Miniato, infatti, la poesia ha un valore universale in quanto il senso interpretativo di un testo classico supera la dimensione culturale in cui è stato scritto: per cui le opere dei pagani, se piene di valori positivi, non devono essere rigettate, ma accolte in quanto provenienti da Dio stesso.

#### Altre

##### Carmen de morte Francisci Petrarce
Carme in latino commemorativo del Petrarca e accennato in varie epistole a Roberto Guidi conte di Battifolle, a Benvenuto da Imola e a Francescuolo da Brossano, del quale è quasi dubbio il completamento.

##### De verecundia(1390)
Trattatello in forma epistolare indirizzato ad Antonio Baruffaldi sulla natura positiva o negativa della verecundia (cioè il rispetto).

## Ascendenza e discendenza
Grazie agli studi genealogici di Francesco Novati, si è potuti ricostruire l'ascendenza e la discendenza del cancelliere fiorentino, appartenente al ramo dei Salutati di Stignano. Qui sotto è riportato un albero genealogico che espone l'ascendenza e la discendenza di Coluccio Salutati:
| Ignota                                                                     | Ignota                                                                     | Ignota                                                                     | Ignota                                                                     | Ignota                                                                     | Ignota                                                                     |  |  |                                                          |                                                          |                                                          |                                                          | Coluccio                                                 | Coluccio                                                 | Coluccio | Coluccio | Coluccio                                                               | Coluccio                                                               |                                                                        |                                                                        |                                                                        |                                                                        |  |  |                                                               |                                                               |                                                               |                                                               |                                                               |                                                               |  |  |                                                                                           |                                                                                           |                                                                                           |                                                                                           |                                                                                           |                                                                                           |  |  |                                                      |                                                      |                                                      |                                                      |                                                      |                                                      |  |  |                                     |                                     |                                     |                                     |                                     |                                     |  |  |                                       |                                       |                                       |                                       |                                       |                                       |  |  |                                          |                                          |                                          |                                          |                                          |                                          |  |  |                   |                   |                   |                   |                   |                   |
| Ignota                                                                     | Ignota                                                                     | Ignota                                                                     | Ignota                                                                     | Ignota                                                                     | Ignota                                                                     |  |  |                                                          |                                                          |                                                          |                                                          | Coluccio                                                 | Coluccio                                                 | Coluccio | Coluccio | Coluccio                                                               | Coluccio                                                               |                                                                        |                                                                        |                                                                        |                                                                        |  |  |                                                               |                                                               |                                                               |                                                               |                                                               |                                                               |  |  |                                                                                           |                                                                                           |                                                                                           |                                                                                           |                                                                                           |                                                                                           |  |  |                                                      |                                                      |                                                      |                                                      |                                                      |                                                      |  |  |                                     |                                     |                                     |                                     |                                     |                                     |  |  |                                       |                                       |                                       |                                       |                                       |                                       |  |  |                                          |                                          |                                          |                                          |                                          |                                          |  |  |                   |                   |                   |                   |                   |                   |
|                                                                            |                                                                            |                                                                            |                                                                            |                                                                            |                                                                            |  |  |                                                          |                                                          |                                                          |                                                          |                                                          |                                                          |          |          |                                                                        |                                                                        |                                                                        |                                                                        |                                                                        |                                                                        |  |  |                                                               |                                                               |                                                               |                                                               |                                                               |                                                               |  |  |                                                                                           |                                                                                           |                                                                                           |                                                                                           |                                                                                           |                                                                                           |  |  |                                                      |                                                      |                                                      |                                                      |                                                      |                                                      |  |  |                                     |                                     |                                     |                                     |                                     |                                     |  |  |                                       |                                       |                                       |                                       |                                       |                                       |  |  |                                          |                                          |                                          |                                          |                                          |                                          |  |  |                   |                   |                   |                   |                   |                   |
| Ignota, figlia di un tal Lino                                              | Ignota, figlia di un tal Lino                                              | Ignota, figlia di un tal Lino                                              | Ignota, figlia di un tal Lino                                              | Ignota, figlia di un tal Lino                                              | Ignota, figlia di un tal Lino                                              |  |  |                                                          |                                                          |                                                          |                                                          | Piero                                                    | Piero                                                    | Piero    | Piero    | Piero                                                                  | Piero                                                                  |                                                                        |                                                                        |                                                                        |                                                                        |  |  |                                                               |                                                               |                                                               |                                                               |                                                               |                                                               |  |  |                                                                                           |                                                                                           |                                                                                           |                                                                                           |                                                                                           |                                                                                           |  |  |                                                      |                                                      |                                                      |                                                      |                                                      |                                                      |  |  |                                     |                                     |                                     |                                     |                                     |                                     |  |  |                                       |                                       |                                       |                                       |                                       |                                       |  |  |                                          |                                          |                                          |                                          |                                          |                                          |  |  |                   |                   |                   |                   |                   |                   |
| Ignota, figlia di un tal Lino                                              | Ignota, figlia di un tal Lino                                              | Ignota, figlia di un tal Lino                                              | Ignota, figlia di un tal Lino                                              | Ignota, figlia di un tal Lino                                              | Ignota, figlia di un tal Lino                                              |  |  |                                                          |                                                          |                                                          |                                                          | Piero                                                    | Piero                                                    | Piero    | Piero    | Piero                                                                  | Piero                                                                  |                                                                        |                                                                        |                                                                        |                                                                        |  |  |                                                               |                                                               |                                                               |                                                               |                                                               |                                                               |  |  |                                                                                           |                                                                                           |                                                                                           |                                                                                           |                                                                                           |                                                                                           |  |  |                                                      |                                                      |                                                      |                                                      |                                                      |                                                      |  |  |                                     |                                     |                                     |                                     |                                     |                                     |  |  |                                       |                                       |                                       |                                       |                                       |                                       |  |  |                                          |                                          |                                          |                                          |                                          |                                          |  |  |                   |                   |                   |                   |                   |                   |
|                                                                            |                                                                            |                                                                            |                                                                            |                                                                            |                                                                            |  |  |                                                          |                                                          |                                                          |                                                          |                                                          |                                                          |          |          |                                                                        |                                                                        |                                                                        |                                                                        |                                                                        |                                                                        |  |  |                                                               |                                                               |                                                               |                                                               |                                                               |                                                               |  |  |                                                                                           |                                                                                           |                                                                                           |                                                                                           |                                                                                           |                                                                                           |  |  |                                                      |                                                      |                                                      |                                                      |                                                      |                                                      |  |  |                                     |                                     |                                     |                                     |                                     |                                     |  |  |                                       |                                       |                                       |                                       |                                       |                                       |  |  |                                          |                                          |                                          |                                          |                                          |                                          |  |  |                   |                   |                   |                   |                   |                   |
|                                                                            |                                                                            |                                                                            |                                                                            |                                                                            |                                                                            |  |  |                                                          |                                                          |                                                          |                                                          |                                                          |                                                          |          |          |                                                                        |                                                                        |                                                                        |                                                                        |                                                                        |                                                                        |  |  |                                                               |                                                               |                                                               |                                                               |                                                               |                                                               |  |  |                                                                                           |                                                                                           |                                                                                           |                                                                                           |                                                                                           |                                                                                           |  |  |                                                      |                                                      |                                                      |                                                      |                                                      |                                                      |  |  |                                     |                                     |                                     |                                     |                                     |                                     |  |  |                                       |                                       |                                       |                                       |                                       |                                       |  |  |                                          |                                          |                                          |                                          |                                          |                                          |  |  |                   |                   |                   |                   |                   |                   |
| Lino Coluccio ~ ① 1366, donna ignota; ~ ② 1372-73, Piera di Simone Riccomi | Lino Coluccio ~ ① 1366, donna ignota; ~ ② 1372-73, Piera di Simone Riccomi | Lino Coluccio ~ ① 1366, donna ignota; ~ ② 1372-73, Piera di Simone Riccomi | Lino Coluccio ~ ① 1366, donna ignota; ~ ② 1372-73, Piera di Simone Riccomi | Lino Coluccio ~ ① 1366, donna ignota; ~ ② 1372-73, Piera di Simone Riccomi | Lino Coluccio ~ ① 1366, donna ignota; ~ ② 1372-73, Piera di Simone Riccomi |  |  | Andrea                                                   | Andrea                                                   | Andrea                                                   | Andrea                                                   | Andrea                                                   | Andrea                                                   |          |          | Corrado                                                                | Corrado                                                                | Corrado                                                                | Corrado                                                                | Corrado                                                                | Corrado                                                                |  |  | Giovanni                                                      | Giovanni                                                      | Giovanni                                                      | Giovanni                                                      | Giovanni                                                      | Giovanni                                                      |  |  | Sorella ignota, sposata a uno dei Giovannini di Stignano                                  | Sorella ignota, sposata a uno dei Giovannini di Stignano                                  | Sorella ignota, sposata a uno dei Giovannini di Stignano                                  | Sorella ignota, sposata a uno dei Giovannini di Stignano                                  | Sorella ignota, sposata a uno dei Giovannini di Stignano                                  | Sorella ignota, sposata a uno dei Giovannini di Stignano                                  |  |  | sorella ignota, sposata a uno dei Dreucci di Pistoia | sorella ignota, sposata a uno dei Dreucci di Pistoia | sorella ignota, sposata a uno dei Dreucci di Pistoia | sorella ignota, sposata a uno dei Dreucci di Pistoia | sorella ignota, sposata a uno dei Dreucci di Pistoia | sorella ignota, sposata a uno dei Dreucci di Pistoia |  |  |                                     |                                     |                                     |                                     |                                     |                                     |  |  |                                       |                                       |                                       |                                       |                                       |                                       |  |  |                                          |                                          |                                          |                                          |                                          |                                          |  |  |                   |                   |                   |                   |                   |                   |
| Lino Coluccio ~ ① 1366, donna ignota; ~ ② 1372-73, Piera di Simone Riccomi | Lino Coluccio ~ ① 1366, donna ignota; ~ ② 1372-73, Piera di Simone Riccomi | Lino Coluccio ~ ① 1366, donna ignota; ~ ② 1372-73, Piera di Simone Riccomi | Lino Coluccio ~ ① 1366, donna ignota; ~ ② 1372-73, Piera di Simone Riccomi | Lino Coluccio ~ ① 1366, donna ignota; ~ ② 1372-73, Piera di Simone Riccomi | Lino Coluccio ~ ① 1366, donna ignota; ~ ② 1372-73, Piera di Simone Riccomi |  |  | Andrea                                                   | Andrea                                                   | Andrea                                                   | Andrea                                                   | Andrea                                                   | Andrea                                                   |          |          | Corrado                                                                | Corrado                                                                | Corrado                                                                | Corrado                                                                | Corrado                                                                | Corrado                                                                |  |  | Giovanni                                                      | Giovanni                                                      | Giovanni                                                      | Giovanni                                                      | Giovanni                                                      | Giovanni                                                      |  |  | Sorella ignota, sposata a uno dei Giovannini di Stignano                                  | Sorella ignota, sposata a uno dei Giovannini di Stignano                                  | Sorella ignota, sposata a uno dei Giovannini di Stignano                                  | Sorella ignota, sposata a uno dei Giovannini di Stignano                                  | Sorella ignota, sposata a uno dei Giovannini di Stignano                                  | Sorella ignota, sposata a uno dei Giovannini di Stignano                                  |  |  | sorella ignota, sposata a uno dei Dreucci di Pistoia | sorella ignota, sposata a uno dei Dreucci di Pistoia | sorella ignota, sposata a uno dei Dreucci di Pistoia | sorella ignota, sposata a uno dei Dreucci di Pistoia | sorella ignota, sposata a uno dei Dreucci di Pistoia | sorella ignota, sposata a uno dei Dreucci di Pistoia |  |  |                                     |                                     |                                     |                                     |                                     |                                     |  |  |                                       |                                       |                                       |                                       |                                       |                                       |  |  |                                          |                                          |                                          |                                          |                                          |                                          |  |  |                   |                   |                   |                   |                   |                   |
|                                                                            |                                                                            |                                                                            |                                                                            |                                                                            |                                                                            |  |  |                                                          |                                                          |                                                          |                                                          |                                                          |                                                          |          |          |                                                                        |                                                                        |                                                                        |                                                                        |                                                                        |                                                                        |  |  |                                                               |                                                               |                                                               |                                                               |                                                               |                                                               |  |  |                                                                                           |                                                                                           |                                                                                           |                                                                                           |                                                                                           |                                                                                           |  |  |                                                      |                                                      |                                                      |                                                      |                                                      |                                                      |  |  |                                     |                                     |                                     |                                     |                                     |                                     |  |  |                                       |                                       |                                       |                                       |                                       |                                       |  |  |                                          |                                          |                                          |                                          |                                          |                                          |  |  |                   |                   |                   |                   |                   |                   |
|                                                                            |                                                                            |                                                                            |                                                                            |                                                                            |                                                                            |  |  |                                                          |                                                          |                                                          |                                                          |                                                          |                                                          |          |          |                                                                        |                                                                        |                                                                        |                                                                        |                                                                        |                                                                        |  |  |                                                               |                                                               |                                                               |                                                               |                                                               |                                                               |  |  |                                                                                           |                                                                                           |                                                                                           |                                                                                           |                                                                                           |                                                                                           |  |  |                                                      |                                                      |                                                      |                                                      |                                                      |                                                      |  |  |                                     |                                     |                                     |                                     |                                     |                                     |  |  |                                       |                                       |                                       |                                       |                                       |                                       |  |  |                                          |                                          |                                          |                                          |                                          |                                          |  |  |                   |                   |                   |                   |                   |                   |
| ① Piero (1371-1400), morto di peste                                        | ① Piero (1371-1400), morto di peste                                        | ① Piero (1371-1400), morto di peste                                        | ① Piero (1371-1400), morto di peste                                        | ① Piero (1371-1400), morto di peste                                        | ① Piero (1371-1400), morto di peste                                        |  |  | ② Andrea (1375-13 luglio/14 agosto 1400), morto di peste | ② Andrea (1375-13 luglio/14 agosto 1400), morto di peste | ② Andrea (1375-13 luglio/14 agosto 1400), morto di peste | ② Andrea (1375-13 luglio/14 agosto 1400), morto di peste | ② Andrea (1375-13 luglio/14 agosto 1400), morto di peste | ② Andrea (1375-13 luglio/14 agosto 1400), morto di peste |          |          | ② Bonifazio (1376/77-pre 1427) ~ 1420 ca Monna Checca de' Baldovinetti | ② Bonifazio (1376/77-pre 1427) ~ 1420 ca Monna Checca de' Baldovinetti | ② Bonifazio (1376/77-pre 1427) ~ 1420 ca Monna Checca de' Baldovinetti | ② Bonifazio (1376/77-pre 1427) ~ 1420 ca Monna Checca de' Baldovinetti | ② Bonifazio (1376/77-pre 1427) ~ 1420 ca Monna Checca de' Baldovinetti | ② Bonifazio (1376/77-pre 1427) ~ 1420 ca Monna Checca de' Baldovinetti |  |  | ② Arrigo (1378-1428/29) ~ 1416 Margherita d'Andrea de' Medici | ② Arrigo (1378-1428/29) ~ 1416 Margherita d'Andrea de' Medici | ② Arrigo (1378-1428/29) ~ 1416 Margherita d'Andrea de' Medici | ② Arrigo (1378-1428/29) ~ 1416 Margherita d'Andrea de' Medici | ② Arrigo (1378-1428/29) ~ 1416 Margherita d'Andrea de' Medici | ② Arrigo (1378-1428/29) ~ 1416 Margherita d'Andrea de' Medici |  |  | ② Antonio (1º maggio 1381 - 1460/65) ~ ⓐ 1417 ca Duccia di Guernieri de' Rossi; ⓑ Nonnina | ② Antonio (1º maggio 1381 - 1460/65) ~ ⓐ 1417 ca Duccia di Guernieri de' Rossi; ⓑ Nonnina | ② Antonio (1º maggio 1381 - 1460/65) ~ ⓐ 1417 ca Duccia di Guernieri de' Rossi; ⓑ Nonnina | ② Antonio (1º maggio 1381 - 1460/65) ~ ⓐ 1417 ca Duccia di Guernieri de' Rossi; ⓑ Nonnina | ② Antonio (1º maggio 1381 - 1460/65) ~ ⓐ 1417 ca Duccia di Guernieri de' Rossi; ⓑ Nonnina | ② Antonio (1º maggio 1381 - 1460/65) ~ ⓐ 1417 ca Duccia di Guernieri de' Rossi; ⓑ Nonnina |  |  | ② Filippo (1383 ca-post 1407)                        | ② Filippo (1383 ca-post 1407)                        | ② Filippo (1383 ca-post 1407)                        | ② Filippo (1383 ca-post 1407)                        | ② Filippo (1383 ca-post 1407)                        | ② Filippo (1383 ca-post 1407)                        |  |  | ② Simone (6 gennaio 1385- pre 1430) | ② Simone (6 gennaio 1385- pre 1430) | ② Simone (6 gennaio 1385- pre 1430) | ② Simone (6 gennaio 1385- pre 1430) | ② Simone (6 gennaio 1385- pre 1430) | ② Simone (6 gennaio 1385- pre 1430) |  |  | ② Lionardo (1387 ca - 1437), chierico | ② Lionardo (1387 ca - 1437), chierico | ② Lionardo (1387 ca - 1437), chierico | ② Lionardo (1387 ca - 1437), chierico | ② Lionardo (1387 ca - 1437), chierico | ② Lionardo (1387 ca - 1437), chierico |  |  | ② Salutato (1391 ca - 1485/86), chierico | ② Salutato (1391 ca - 1485/86), chierico | ② Salutato (1391 ca - 1485/86), chierico | ② Salutato (1391 ca - 1485/86), chierico | ② Salutato (1391 ca - 1485/86), chierico | ② Salutato (1391 ca - 1485/86), chierico |  |  | Lorenzo (incerto) | Lorenzo (incerto) | Lorenzo (incerto) | Lorenzo (incerto) | Lorenzo (incerto) | Lorenzo (incerto) |

### Esplicative
1. ↑  A lungo si è ritenuta corretta la data del 1331, Campana, (pp. 237-242), Martelli, (pp. 238-239 e p. 239, nota 1), Nuzzo, (p. 30, nota 5) e altri studiosi hanno dimostrato che la data corretta è 1332.
2. ↑  Villani, Coluccio Salutati, p. XXVII, nota 20 racconta l'ascesa politica di Coluccio ad una delle più prestigiose cariche politiche fiorentine. Nominato segretario grazie all'influenza del Gonfaloniere Bonaiuto Serragli, Coluccio fu poi eletto Cancelliere (il 18 di aprile) in sostituzione di Niccolò Monaci, uomo politico con cui il Serragli fu in disputa.
3. ↑  Si veda Epistolario, 4.2, pp. 470-471 per le addolorate missive inviate dal Bruni e da Poggio all'amico in comune Niccolò Niccoli («tali parente» nell'epistola di Bruni; «patris nostri» in quella di Poggio). In Ivi, pp. 478-479, l'istriano Pier Paolo Vergerio, in una lettera a Francesco Zabarella, lo descrive come il primo e straordinario decoro di Firenze («...urbis illius primum atque precipuum decus, Linum Colucium Salutatum»).
4. ↑  Della stessa opinione anche: Cappelli, p. 76, in cui si ricorda, al momento dei funerali, il commosso addio dell'allievo Pier Paolo Vergerio, che chiamò Salutati communis omnium magister («maestro comune di tutti [noi]»); Vasoli, p. 40; Contini, p. 869; Gargan, p. 141.
5. ↑  Luogo significativo per continuare le riunioni dei nuovi umanisti, in quanto vi viveva quel fra' Martino da Signa erede universale degli scritti del Boccaccio. Si vedano Contini, p. 869; e Petoletti, p. 42:

«... [Boccaccio] dispose per testamento di lasciare la sua biblioteca all'agostiniano Martino da Signa con l'indicazione che alla morte del frate i volumi fossero negli armaria del convento fiorentino di Santo Spirito. Così avvenne...»
6. ↑  La grandezza di Dante, ma anche di Petrarca e dello stesso Boccaccio, furono messi in discussione dal più acceso degli umanisti classicisti, Niccolò Niccoli, all'interno dei Dialogi ad Petrum Histrum di Leonardo Bruni (1402). L'accusa principale consisteva nella barbaria del loro latino e nel, caso di Dante, nel fraintendimento del senso di alcuni passi virgiliani. Solamente l'intervento del vecchio Salutati, nel I libro, riesce a capovolgere la situazione, salvando Dante dalle accuse feroci del Niccoli:
«Come anche risulta da un dialogo del Bruni, che di quella polemica antidantesca è il documento principe, l'intervento del S[alutati] riuscì ad assicurare la continuità, proporzionata all'età nuova, della tradizione dantesca a Firenze.»
(Dionisotti)
7. ↑  I contatti tra Costantinopoli e Firenze erano facilitati dalla presenza, nella capitale bizantina, dello stesso Giacomo da Scarperia, che decise di riaccompagnare Crisolora in patria per apprendere greco da lui stesso. Si veda: Tateo, p. 50.
8. ↑  La visione "laica" dell'umanesimo non si deve confondere con la proposta "laicista", dal punto di vista etico e antropologico. Mantenendo sempre un'attenzione ossequiosa verso la Chiesa e una sincera devozione verso le Verità cristiane, Coluccio intende nel contempo «esaltare e rivendicare la responsabilità umana al di fuori di qualsiasi determinismo meccanicista e ponendo in valore la libertà personale del singolo» (Cappelli, p. 85). Abbagnano, p. 19 sintetizza in modo più stringente il rapporto tra libero arbitrio e volontà divina, affermando che il primo sia «conciliabile con l'infallibile ordine del mondo stabilito da Dio».
9. ↑  Si è condensato, in questi due punti, l'attacco generale del mondo ecclesiastico contro l'umanesimo. Come sottolinea Cappelli, p. 78, la questione sul valore della poesia riguarda la disputa con Giovanni di San Miniato tenutasi nel 1401 (cfr. Epistolario, 3, Fratri Johanni de Angelis, XX, pp. 539-543); quella con Dominici riguarda il valore positivo dell'umanesimo e risale al 1405 (cfr. Epistolario, 4, pp. 170-205).
10. ↑  Il codice di Catullo facente parte della biblioteca del Salutati (cod. Paris. 14137) entrò nelle mani del cancelliere fiorentino il 19 ottobre del 1375 grazie alle pressioni che esercitò sull'erudito veronese Gasparo Squaro de' Broaspini, secondo quanto riporta Sabbadini, p. 34. Della stessa opinione anche Francesco Novati che, in Epistolario, 1, p. 222 nota 2, giunge alla stessa conclusione del Sabbadini in quanto vi ha trovato delle postille autografe del Salutati.
11. ↑  Così la definisce Cappelli, pp. 76-77. L'epistola, datata 1381, è importante perché, dopo l'elogio di Carlo per la fortunata impresa militare della conquista del Regno di Napoli e il paragone con gli eroi antichi, Coluccio enumera i doveri di un buon sovrano: cercare l'unità religiosa della Chiesa, spaccata dallo Scisma (cfr. Epistola, 2, pp. 27-28); gestire con moderazione il potere e imparare a gestire le proprie emozioni (Epistola, 2, p. 32: «incipe prius tibi quam aliis imperare; rege te ipsum, noli regendorum subditorum studium tuimet derelinquere moderamen.») per evitare di cadere nei vizi e di essere classificato come un tiranno (Epistola, 2, p. 33). Esaltandolo alla virtù, alla temperanza e alla giustizia, Coluccio insomma tratteggia il modello del sovrano ideale, cavalleresco, formato sull'esempio dei classici (continua è la comparazione con gli antichi statisti e sovrani) e timorato di Dio.
12. ↑  Le informazioni, ricavate attraverso una minuziosissima ricerca d'archivio da parte del Novati, sono prese in ordine sparso da Epistolario, 4.2, Tavole genealogiche dei Salutati, 384-408, ove vengono fornite indicazioni biografiche sui nonni, genitori e figli di Coluccio. Per consultare le informazioni sui fratelli del cancelliere, si consulti sempre Epistolario, 4.2, pp. 409-412.

### Fonti
1. ↑  Dionisotti.
2. 1 2  Villani, Coluccio Salutati, p. XXI,
3. ↑  Marzi, p. 113.
4. 1 2 3  Carrara.
5. ↑  Contini, p. 869.
6. ↑  Carrara:
«Fu avviato agli studî giuridici, inameni a lui che era "pierius" (così foggiò il suo patronimico: figlio di Pietro, e devoto alle Pieridi, le Muse).»
7. ↑  Garin, p. 35.
8. ↑  Epistolario, 1, 1, Magistro Petro de Moglio, p. 3.
9. ↑  Epistolario, 1, 1, Petro da Moglio, p. 3, nota 1.
10. ↑  Marzi, p. 114, nota 1.
11. 1 2 3 4 5 6  Tateo, p. 43.
12. ↑  Epistolario, 1, 4, Eloquentissimo legum doctori domino Loygio de Gianfigliaziis, pp. 9-12.
13. ↑  In Epistolario, 1, 16, Reverendo patri et domino domino Francisci Bruni de Florentia summi pontificis secretario, domino suo, p. 44, Coluccio si lamenta della sua mansione di cancelliere nella cittadina umbra, così come farà nelle Ep. 1, 17 e 18.
14. ↑  Marzi, p. 14:
«Vero è che nel secolo XV invalse l'uso di chiamare Cancelleria Fiorentina l'ufficio del quale era capo il Dettatore, che aveva la particolare ingerenza di scrivere le lettere e di trattare le faccende della politica esterna...»
15. ↑  Per le informazioni in generale, si veda Bosisio, p. 248.
16. ↑  Epistolario, 4.2, p. 441.
17. ↑  Epistolario, 4.2, p. 429 e Ibidem, nota 2.
18. ↑  Per l'intera vicenda, si veda Bosisio, p. 249.
19. ↑  Epistolario, 2, p. 291:

(latino)
«Unum dicam, quod emerserunt et ad tante sunt reipublice gubernacula sublimati, quos oportuit pro salute cunctorum.»

(italiano)
«Dirò una cosa, cioè che al governo di una così grande repubblica emersero e vi sono [uomini], i quali bisognò [vi fossero] per la salvezza di tutti.»
Inoltre, sempre in Ivi, nota 2, il Novati annota che Coluccio fu così favorevole al nuovo governo in quanto fu uno dei pochissimi a non essere proscritto dalle cariche istituzionali.
20. ↑  Bosisio, pp. 259-260.
21. ↑  Come riporta Bosisio, p. 260, Siena si sottomise a Gian Galeazzo in funzione anti-fiorentina, mentre il signore di Milano (dal 1395 duca per investitura imperiale) si alleò con Lucca e altre città umbro-marchigiane.
22. ↑  Bosisio, p. 260.
23. ↑  Bosisio, p. 261.
24. ↑  Marzi, p. 133.
25. 1 2  Marzi, p. 148.
26. 1 2  Cappelli, p. 76.
27. ↑  Villani, Coluccio Salutati, p. XXII, nota 5.
28. ↑  Cappelli, p. 86.
29. ↑  Marzi, pp. 145-146.
30. ↑  Epistolario, 4.2, pp. 331-332.
31. ↑  Marzi, p. 146.
32. 1 2  Wilkins, p. 259.
33. ↑  Senili, 2, pp. 152-153.
34. ↑  Cesareo, p. 26, nota 20.
35. ↑  La prima epistola riportata dal Novati in cui Coluccio risponde ad una missiva del Certaldese risale al 20 dicembre 1367 (cfr. Epistolario 1, Lib. III, 28, Facundissimo domino Iohanni Boccacci de Certaldo..., pp. 48-49) ma, come fa notare lo stesso Novati, i toni sono troppo famigliari per essere la prima epistola scambiata tra i due (Ivi, p. 48 n° 1).
36. ↑  Branca, p. 183.
37. ↑  

(latino)
«Inclyte cur vates, humili sermone locutus, / de te pertransis? [...] te vulgo mille labores / percelebrem faciunt: etas te nulla silebit.»

(italiano)
«Perché, o celebre poeta, che hai cantato nel volgare idioma, / avanzi nel corso del tempo? [...] Mille fatiche ti rendono celebre presso il volgo / : nessuna epoca tacerà sul tuo conto.»
(Branca, p. 193)Si veda anche Epistolario, 1, Egrigio viro Franciscolo de Brossano domini Francisci Petrarce genero, Ep. XXV, p. 225, ove Coluccio piange sia la scomparsa del Petrarca, ma annuncia anche quella del Boccaccio:

(latino)
«Fallebar enim, et dum Franciscum fleo, dum suis laudibus intentus decantantes, novo commento, veterum pene dimissa sententia, depingo Camenas, ecce nove lacrime nobis merore novi funeris occurrerunt, incepti cursum operis reprimentes. Vigesima quidem prima die decembris Boccaccius noster interiit...»

(italiano)
«Infatti ero ingannato, e mentre piango Francesco e mentre, attento alle sue lodi, adorno le Camene con un nuovo commento, quasi tralasciata la sentenza degli antichi, ecco che nuove lacrime si aggiunsero a noi con il dolore di una nuova morte, frenando il corso di un'opera che inizia. Il nostro Boccaccio spirò il ventuno di dicembre [del 1375]...»
38. ↑  Tateo, p. 41.
39. ↑  Cappelli, pp. 87-88, ricorda anche che Salutati era solito mettere a disposizione dei suoi allievi la sua stessa biblioteca personale. Pertanto, i luoghi di incontro erano due: Santo Spirito e l'abitazione del Cancelliere, come dimostra anche Tateo, p. 42.
40. ↑  Tateo, p. 42:
«Gli animatori di questi incontri, il Salutati e il Marsili, l'uno nella propria casa, l'altro nella sua cella di Santo Spirito, ricevevano i giovani più promettenti della nobilità fiorentina, e li iniziavano al gusto delle lettere antiche.»
41. ↑  Chines, pp. 204-205 riporta come data il 1391, mentre Sabbadini, p. 43 il 1394.
42. 1 2  Cappelli, p. 109.
43. ↑  Sabbadini, p. 43 riporta che l'erudito greco era già a Firenze il 2 febbraio del 1397.
44. ↑  Garin, p. 36 sintetizza, prendendo spunto dal De saeculo et religione e dall'Epistolario, 2, pp. 303-307, l'ideale di vita attiva propria dell'essere umano inteso come cittadino del mondo: «Terrestre è la vocazione umana. L'impegno nostro è nella costruzione della città terrena, nella società».
45. ↑  Garin, pp. 38-39:
«Il Salutati...insisteva sul valore della educazione nuova [...] essa insegnava a ritrovare sub corticem il valore intenzionale dei termini, smarrito nella consuetudo, penetrando l'espressione nel suo significato intimo come direzione spirituale. Parola e cosa, insiste il Salutati, non possono disgiungersi.»
46. ↑  Epistolario, 3, Fratri Johanni de Angelis, XX, pp. 539-540: 

(latino)
«Noli, venerabilis in Christo frater, sic austere me ab honestis studiis revocare. Noli putare quod, cum vel in poetis vel aliis Gentilium libris veritas queritur, in vias Domini non eatur. Omnis enim veritas a Deo est, imo, quo rectius loquar, aliquid est Dei.»

(italiano)
«Non volere, o venerabile fratello in Cristo, allontanarmi in modo così austero da studi degni di ammirazione. Non voler ritenere che, quando si cerca la verità o nei poeti o in altri libri degli scrittori pagani, non si cammini lungo le vie del Signore. Ogni verità, infatti, proviene da Dio e, per parlare fino in fondo rettamente, alcuna cosa è propria di Dio.»
47. ↑  Epistolario, 3, XX, p. 541:

(latino)
«Nullum enim dicendi genus maius habet cum divinis eloquiis et ipsa divinitate commertium quam eloquium poetarum.»

(italiano)
«Nessun genere letterario, infatti, ha un maggior legame con le parole divine e con la stessa divinità quanto la parola dei poeti.»
48. 1 2  Gargan, p. 141.
49. ↑  Sabbadini, p. 25.
50. ↑  Gargan, p. 142: «Il manoscritto di Vercelli fu alla fine portato a Firenze, ove rimane (Laur. 49, 9), unica copia carolingia esistente delle Epistole di Cicerone.»
51. ↑  Sabbadini, p. 34.
52. ↑  Gargan, p. 142.
53. ↑  Sabbadini, pp. 34-35.
54. ↑  Tateo, p. 49.
55. ↑  Gargan, p. 140 ritiene che «la sua filologia non fu di altissima classe...».
56. ↑  Billanovich, p. 16. Fitta la corrispondenza tra Salutati e Della Seta, come testimonia la prima lettera inviata dal cancelliere fiorentino il 25 gennaio del 1376 (Epistolario, 1, Insigni viri Lombardo...optimo civi patavino, Lib. IV, 1, pp. 229-241).
57. ↑  Billanovich, p. 11.
58. ↑  Billanovich, p. 52.
59. ↑  Epistolario, 1, Franciscolo de Brossano, Lib. IV, V, pp. 250-254.
60. ↑  Bischoff, p. 211.
61. ↑  Bischoff, pp. 211-212.
62. ↑  Cappelli, p. 77.
63. ↑  Cesareo, p. 289.
64. ↑  Cfr. la già citata Epistolario, 3, Fratri Johanni de Angelis, XX, pp. 539-540.
65. ↑  Epistolario, 2, Epistola Coluci Salutati florentina ad Carolum regem Neapolitanum, 1, 6, pp. 11-46.
66. ↑  Canfora, p. 13. Villani, Coluccio Salutati, p. XXIII, nota 6 riporta la veemenza con cui Salutati "fulminava" Gian Galeazzo con le sue lettere, riportando tra l'altro la testimonianza di Enea Silvio Piccolomini cui quest'aneddoto è attribuita la paternità.
67. ↑  Canfora, pp. 14-15.
68. ↑  Pastore Stocchi, p. 68.
69. ↑  Sia la citazione che il contesto in cui fu scritto il De Tyranno sono esposti in Canfora, pp. 14-16.
70. ↑  Così Cappelli, p. 82:

«In altri termini, se Cesare, pur giunto al potere in modo "tirannico" o violento, seppe poi legittimare tale potere attraverso un esercizio virtuoso di esso (ex parte exercitii) in grado di suscitare l'approvazione popolare, la sua uccisione non fu legittima, mentre lo sarebbe quella di un tiranno che esercitasse come tale.»
71. ↑  Per la figura di Loschi, si rimanda alla voce biografica a cura di Viti.
72. ↑  Canfora, pp. 13-14 ipotizza, a p. 14, l'aiuto di Leonardo Bruni nello sviluppare il paragone Firenze-Atene, in quanto Coluccio Salutati «non [era] molto esperto di quella lingua e di quella cultura».
73. ↑  Cappelli, p. 83.
74. ↑  Vasoli, p. 40:
«Così il Salutati, rivolgendosi al cancelliere milanese Antonio Loschi, nella Invectiva in Antonium Luschum, dopo aver contrapposto i guasti del regime tirannico milanese ai vantaggi di quello libero e repubblicano di Firenze, glorifica la sua città come "fiore d'Italia" e come esempio di vita serena e armoniosa.»
75. 1 2  Cappelli, p. 84.
76. ↑  Epistolario, 2, V, p. 15, di cui si riporta interamente il breve messaggio d'accompagnamento:

(latino)
«Mitto tibi munusculum istis paucis noctibus correctionis studio lucubratum. In quo si quid proficies tu vel alii, laus sit omnium conditori Deo, cui placeat me in tuis sanctis orationibus commendare. Vale felix et diu. Colucius tuus.»

(italiano)
«Ti mando un piccolo pensiero composto in queste poche notti dopo un'opera di revisione. Attraverso questo [trattato], se tu o altri ne trarrete giovamento, la lode di tutti voi sia per lodare Dio, al quale è piaciuto che io mi affidi alle tue sante orazioni. Sta felice a lungo. Il tuo Coluccio.»
77. ↑  Cappelli, pp. 84-85,
78. ↑  Tateo, p. 46:
«[Nel De Nobilitate Coluccio] ribadiva, attraverso un discorso più ampio e articolato, la distinzione della medicina, designata medievalmente come "arte meccanica", ossia tecnica, dalla giurisprudenza, considerata scienza della vita spirituale e quindi superiore all'altra.»
79. ↑  Cappelli, p. 81,
80. ↑  Garin, p. 40:
«Le leggi...sono veramente un sigillo divino, con cui dopo il primo peccato Dio ha offerto alle comunità degli uomini la vita per riconquistare il bene...Ispirate da Dio agli uomini, inscritte nell'anima umana, esse hanno un'altra superiorità, rispetto alle leggi naturali: possono essere conosciute nella loro pienezza integrale, con una certezza che non si troverà mai nelle scienze della natura.»
81. 1 2 3  Cappelli, p. 80.
82. 1 2  Tateo, p. 46.
83. ↑  Cfr. Epistolario, 2, p. 224, nota 1 per la storia del codice contenente il carme. Si riporta, come testimonianza, quanto scritto nell'epistola XVIII a pp. 200-201, in cui Coluccio annuncia a Benvenuto da Imola il suo progetto:

(latino)
«Sed ut ad Franciscum nostrum redeam, opusculum metricum de ipsius funere iam incepi...»

(italiano)
«Ma per ritornare al nostro Francesco, ho già iniziato [a stendere] un opuscolo metrico sulla cerimonia funeraria dello stesso...»
84. ↑  Marzi, p. 115.

### Antiche
- Filippo Villani, Le vite d'uomini illustri fiorentini, a cura di Giammaria Mazzuchelli, Venezia, Giambatista Pasquali, 1747, SBN TO0E005826. URL consultato il 9 gennaio 2015.

### Moderne
- Nicola Abbagnano, La filosofia del Rinascimento, a cura di Nicola Abbagnano, collana Storia della filosofia, vol. 3, Milano, TEA, 1995, ISBN 88-7819-721-1.
- Giuseppe Billanovich, Gli inizi della fortuna di Francesco Petrarca, Roma, Edizioni di Storia e Letteratura, 1947, SBN TO00319832. URL consultato il 18 dicembre 2015.
- Bernhard Bischoff, Paleografia latina. Antichità e Medioevo, a cura di Gilda P. Mantovani e Stefano Zamponi, Padova, Antenore, 1992, ISBN 88-8455-071-8.
- Alfredo Bosisio, Il Basso Medioevo, a cura di Federico Curato, collana Storia Universale, vol. 4, Novara, Istituto geografico De Agostini, 1968, SBN SBL0106101.
- Vittore Branca, Giovanni Boccaccio: profilo biografico, Firenze, Sansoni, 1977, SBN SBL0148727.
- Augusto Campana, Lettera del cardinale padovano (Bartolomeo Uliari) a Coluccio Salutati, in Ch. Henderson (a cura di), Classical Mediaeval and Renaissance studies in honor of Berthold Louis Ullman, Roma, 1964,  pp. 237-254.
- Davide Canfora, Prima di Machiavelli. Politica e cultura in età umanistica, Roma-Bari, Laterza, 2005, ISBN 88-420-7786-0.
- Guido Cappelli, L'Umanesimo italiano da Petrarca a Valla, Roma, Carocci editore, 2013, ISBN 978-88-430-5405-3.
- Alessandro Cesareo, L'Epistolario di Coluccio Salutati ed il carteggio con Francesco Petrarca come esempio di latino umanistico: una ricerca filologico-letteraria - Tesi di dottorato (PDF), Madrid, Universidad Autonoma de Madrid - Facultad de Filosofia y Letras, Dicembre 2014. URL consultato il 18 febbraio 2016.
- Gianfranco Contini, Letteratura italiana delle origini, 3ª ed., Firenze, Sansoni Editore, 2006  [1970], ISBN 88-383-1866-2.
- Enrico Carrara, SALUTATI, Lino Coluccio di Piero, collana Enciclopedia italiana, vol. 30, Roma, Istituto dell'Enciclopedia Italiana, 1936, OCLC 257835881. URL consultato il 31 dicembre 2015.
- Daniela De Rosa, SALUTATI, Lino Coluccio, in Dizionario biografico degli italiani, Roma, Istituto dell'Enciclopedia Italiana, 2017. URL consultato il 25 marzo 2018.
- Loredana Chines, Giorgio Forni, Giuseppe Ledda e Elisabetta Menetti, Dalle Origini al Cinquecento, a cura di Ezio Raimondi, collana La letteratura italiana, Milano, Bruno Mondadori, 2007, ISBN 978-88-424-9164-4.
- Carlo Dionisotti, Salutati, Coluccio, a cura di Umberto Bosco, collana Enciclopedia Dantesca, Roma, Istituto dell'Enciclopedia Italiana, 1970, OCLC 700785907. URL consultato il 31 dicembre 2015.
- Luciano Gargan, Gli umanisti e la biblioteca pubblica, in Guglielmo Cavallo (a cura di), Le biblioteche nel mondo antico e medievale, Bari, Laterza, 1988, ISBN 9788842032564.
- Eugenio Garin, L'umanesimo italiano, 3ª ed., Roma-Bari, Laterza, 2000, ISBN 88-420-4501-2.
- Mario Martelli, Schede per Coluccio Salutati, in Interpres, IX, 1989,  pp. 237-252.
- Demetrio Marzi, La cancelleria della repubblica fiorentina, Rocca San Casciano, Licinio Cappelli, SBN RAV0214687. URL consultato il 9 gennaio 2015.
- Armando Nuzzo, Coluccio Salutati. Epistole di Stato. Primo contributo all’edizione: Epistole I-XLIII (6 aprile – 6 agosto 1375), in Letteratura Italiana Antica, IV, 2003,  pp. 29-100.
- Manlio Pastore Stocchi, Pagine di storia dell'Umanesimo italiano, Milano, FrancoAngeli, 2014, ISBN 978-88-204-5854-6. URL consultato l'8 gennaio 2016.
- Marco Petoletti, Boccaccio e i classici latini, in Teresa De Robertis, Carla Maria Monti, Marco Petoletti et alii (a cura di), Boccaccio autore e copista, Firenze, Mandragora, 2013,  pp. 41-49, ISBN 978-88-7461-213-0.
- Francesco Petrarca, Lettere Senili, a cura di Giuseppe Fracassetti, vol. 2, Firenze, Le Monnier, 1870, SBN TO00998909. URL consultato il 18 febbraio 2015.
- Coluccio Salutati, Epistolario, a cura di Francesco Novati, 4, in 5 tomi, Roma, Forzani e C. tipografi del Senato, 1891-1911, SBN MIL0149376. Si sono consultati:
  -  Epistolario, vol. 1, 1891. URL consultato il 31 dicembre 2015.
  -  Epistolario, vol. 2, 1893. URL consultato il 6 gennaio 2015.
  -  Epistolario, vol. 3, 1896. URL consultato il 6 gennaio 2016.
  -  Epistolario, 4, tomo 1, 1905. URL consultato il 6 gennaio 2015.
  -  Epistolario, 4, tomo 2, 1911. URL consultato il 6 gennaio 2015.
- Remigio Sabbadini, Le scoperte dei codici latini e greci ne' secoli XIV e XV, Firenze, G.C. Sansoni, 1905.
- Achille Tartaro e Francesco Tateo, Il Quattrocento. L'età dell'umanesimo, a cura di Carlo Muscetta, collana La letteratura italiana, 3, tomo I, Bari, Laterza, 1971, SBN FER0090081. Si sono presi in considerazione:
  -  Francesco Tateo, La cultura umanistica e i suoi centri,  Capitolo II.
- Ernest Hatch Wilkins, Vita del Petrarca, a cura di Luca Carlo Rossi e Remo Ceserani, Milano, Feltrinelli, 2012  [1964], ISBN 978-88-07-72364-3., edito per la prima volta negli Stati Uniti col nome di (EN) Life of Petrarch, Chicago, University of Chicago Press, 1961, OCLC 343931.
- Cesare Vasoli, Le filosofie del Rinascimento, a cura di Paolo Costantino Pissavino, Milano, Mondadori, 2002, ISBN 88-424-9354-6. URL consultato il 1º gennaio 2016.
- Paolo Viti, Loschi, Antonio, in Dizionario biografico degli italiani, vol. 66, Roma, Istituto della Enciclopedia italiana, 2006, SBN IEI0248759. URL consultato il 7 maggio 2015.
- Carlo Carosi, Il notaio Coluccio Salutati e il suo epistolario privato, in Rivista del Notariato, Giuffrè, Anno LXXVI Fasc. 4 - 2022, pp. 639–662.